# Источна Азија
Источна Азијa је подрегија Азије која се може дефинисати или у географским или у културним терминима. У географском и геополитичком смислу покрива око 12.000.000 km² или 28% азијског континента, што је за 15% више од укупне површине Европе.
У културном смислу, источна Азија обухвата друштва која припадају кинеској културној сфери, показујући снажни историјски утицај класичног кинеског језика (укључујући традиционално писмо). Понекад се термин Југоисточна Азија користи да означи Јапан и Кореју. Главне религије су конфучијанизам и неоконфучијанизам, махајана будизам, таоизам, кинеска народна религија у Кини и Тајвану, шинтоизам у Јапану, шаманизам у Кореји, Монголији и код других аутохтоних народа на северу Источне Азије, а такође и недавно хришћанство у Јужној Кореји. Ова комбинација језика, политичке филозофије и религије преклапа се с географским одређењем источне Азије.
Више од 1,5 милијарди становника, односно око 38% азијског и 22% или више од петине светског становништва, живи у источној Азији. Овај регион је један он најнасељенијих места на свету, са просечном густином насељености од 133 становника по квадратном километру, што је око три пута више од светског просека који износи 45 становника по квадратном километру, иако је Монголија најређе насељена држава на свету. Према статистици УН, источна Азија је друга у свету по насељености, после јужне Азије.
Источна Азија је модеран термин за традиционални европски назив Далеки исток, који описује географски положај регије у односу на Европу пре него свој положај унутар Азије.
Следеће земље су смештене у географској источној Азији:
- Народна Република Кина (укључујући Хонгконг и Макау)
- Република Кина (Тајван) (види политички статус Тајвана)
- Демократска Народна Република Кореја (Северна Кореја)
- Република Кореја (Јужна Кореја)
- Јапан
- Монголија

Следеће народе или друштва обухвата културна источна Азија:
- Кинеско друштво (које би такође укључивало распршене кинеске регије Хонгконг, Тајван, Макау и Сингапур због своје велике кинеске популације)
- Јапанско друштво
- Корејско друштво
- Монголско друштво
- Вијетнамско друштво

Следеће земље или регије понекад се сматрају делом источне Азије. Главни разлог неслагања о том питању јесте разлика између културне и географске дефиниције „источне Азије“. Политичка перспектива је такође важан чинилац.
- Делови Кине који историјски нису хан кинески: Сикјанг, Ћингхај, Тибет (или источна или средња Азија)
- Руски Далеки исток (или источна или северна Азија)
- Вијетнам (или источна или југоисточна Азија)

## Историја
Историја Источне Азије претежно се односи на историју кинеских династија које су доминирале у региону, како војно, тако и трговински. Пример за то су династије Ћин и Хан. Постоје записи признања која су послала рана краљевства Кореје и Јапана кинеским династијама. Било је и значајне културне и верске размене између Кинеза и других регионалних династија и краљевстава.
Када је почела да јача веза са западним светом, кинеска моћ је почела да се смањује. Отприлике у исто време, Јапан се учврстио као национална држава. Током Другог светског рата, Кореја, Тајван, Источна Кина и Вијетнам пали су под контролу Јапана. После Другог светског рата, источну Азију потресле су две војнополитичке кризе. Пошто се у кинеском грађанском рату поражена војска Куоминтанга повукла на Тајван, ово острво одвојило се од Кине и уз помоћ САД прогласило сопствену државу. Кина до данас није признала Тајван који јој је препустио своје место у УН. Корејско полуострво су заузеле америчке и совјетске војне трупе пред крај Другог светског рата, а после Корејског рата (1950-1953) полуострво је споразумно подељено дуж 38. паралеле на две државе, Северну и Јужну Кореју.

## Природне одлике
Источна Азија рељефно се може поделити у три целине. На истоку су претежно ниске равнице, а виши делови некадашњег јединственог копна појављују се као острвски низови од Курила, Сахалина преко јапанских острва до Тајвана. Виши рељефни степен чине Поамурје на северу и виши делови Праве или Уже Кине. Трећи део регије је највиши, а састоји се од висоравни с којих се дижу високи планински ланци Хималаја, Каракорума, Тјеншана и Алтаја. Тај трећи и највиши део регије извориште је већине великих далекоисточних река. Мала и већа слана језера преовлађују на Тибетској висоравни и Синкјангу, док су у источним деловима простране низије везане за поречја највећих река Јангцекјанг (Плава река) и Хуангхо (Жута река).

### Вегетација и клима
Највећи део Источне Азије изложен је монсунским ваздушним масама, зими континенталним сувим, а лети океанским влажним. И велике разлике у географској ширини су значајан климатски фактор. Док је Охотско море залеђено скоро пола године, Тајван и јужни делови Кине имају суптропска климатско-вегетацијска обележја. У приобалним подручјима Источне Азије честа је појава тајфуна. То су снажна циклонска вртложна струјања, која долазе с пучине Тихог океана, углавном у јуну и октобру. Најјачи су јапански тајфуни који имај рушилачку снагу.
У влажним и топлим деловима регије расте бујна зимзелена суптропска вегетација, северније од њих долази зона листопадних шума или травних површина ако су падавине скромније, а кишно раздобље кратко. У вишим крајевима унутрашњости због изразите суше најраспрострањеније су степе, полупустиње и пустиње. Највише планине имају довољно влаге, али због стеновитости преовлађује голет.

## Становништво и привреда
Простране равнице Кине, Корејско полуострво и Јапан простори су најстаријих цивилизација света, које су у појединим раздобљима биле на знатно вишем степену развоја од европских цивилизација. Данас је источна Азија углавном насељена припадницима само три многомилионска народа. То су Кинези (више од милијарду житеља), Јапанци (125 милиона) и Корејци (70 милиона). Тајван, Јужна Кореја и Јапан убрајају се међу најгушће насељене државе света. У Кини су огромне разлике између тзв. Праве Кине и Спољашње Кине (Синкјанг-Ујдур, Тибет, Квангчоу и Унутрашња Монголија). По површини су једнаке, али у првој живи 260 становника по квадратном километру, док у другој само 10 становника по квадратном километру. У складу с огромном концентрацијом становништва у Источној Азији развио се велики број милионских градова. Има их укупно 66, а највише у Кини, чак 41. Токио, Сеул, Шангај и Пекинг убрајају се међу највеће градове света. Међутим, док су Јапан, Јужна Кореја и Тајван високоурбанизоване земље, у Кини данас 3/5 становника живи у руралним срединама.
Економски развој земаља Источне Азије у новијој историји често је привлачио пажњу света. Прво се Јапан из разрушене и поражене земље уздигао до друге економске силе света, а затим су брзим развојем Јужна Кореја и Тајван стекли надимак азијски тигрови. Године 1978. почеле су постепене и строго контролисане реформе привреде ка тржишној, Кина све више постаје комунистичко чудо. У последњој деценији БДП је утростручен, а настави ли се развој по садашњим стопама раста, Кина ће ускоро бити друга економска сила света, иза САД. Врло је вероватно да ће најмногољуднија земља света у много чему обележити 21. век.

### Демографија
| Град или регион | Површина km² | Популација    | Густина насељености по km² | ПХР (2014)   | Престоница |
| --------------- | ------------ | ------------- | -------------------------- | ------------ | ---------- |
| Кина            | 9,640,011    | 1,373,000,000 | 138                        | 0.719        | Пекинг     |
| Хонгконг        | 1,104        | 7,298,600     | 6,390                      | 0.891        | Хонгконг   |
| Јапан           | 377,930      | 126,890,000   | 337                        | 0.890        | Токио      |
| Макао           | 30           | 642,900       | 18,662                     | 0.868 (2012) | Макао      |
| Монголија       | 1,564,100    | 3,041,648     | 2                          | 0.698        | Улан Батор |
| Северна Кореја  | 120,538      | 25,155,000    | 198                        | N/A          | Пјонгјанг  |
| Јужна Кореја    | 100,210      | 51,482,816    | 500                        | 0.891        | Сеул       |
| Република Кина  | 36,188       | 23,468,748    | 639                        | 0.882 (2014) | Тајпеј     |

### Економија
| Држава или регион | Номинални БДП millions of USD (2015) | Номинални БДП по престоници USD (2015) | БДП (ПКМ) millions of USD (2015) | БДП (ПКМ) по престоници USD (2015) |
| ----------------- | ------------------------------------ | -------------------------------------- | -------------------------------- | ---------------------------------- |
| Кина              | 11,384,763                           | 8,280                                  | 19,509,983                       | 14,189                             |
| Хонгконг          | 307,790                              | 42,096                                 | 414,481                          | 56,689                             |
| Јапан             | 4,116,242                            | 32,480                                 | 4,842,395                        | 38,210                             |
| Макао             | 51,753                               | 91,376                                 | 80,744                           | 142,599                            |
| Монголија         | 12,409                               | 4,179                                  | 36,429                           | 12,268                             |
| Северна Кореја    | 11,516                               | 583                                    | 40,000                           | 1,800                              |
| Јужна Кореја      | 1,392,952                            | 27,512                                 | 1,849,398                        | 36,528                             |
| Република Кина    | 518,816                              | 22,082                                 | 1,113,792                        | 47,407                             |

### Престонице
- Токио је највећи град на свету, како по броју становника, тако и по економији.
- Сеул је престоница и највећи град Јужне Кореје и водећи глобални технолошки центар.
- Каосијунг је други највећи град на Тајвану.
- Шангај је највећи град у Кини, један од највећих на свету и водећи пословни и финансијски центар Кине.
- Тајпеј је престоница Тајвана и један од водећих технолошких центара Азије, а такође је и место у коме се налази чувени облакодер Тајпеј 101.
- Хонгконг, окружен делтом Бисерне реке и Јужним кинеским морем, један је од водећих глобалних финансијских центара и познат по свом космополитском начину живота.
- Улан Батор је највећи град у Монголији са популацијом од милион становника (подаци из 2008. године).